# Herb Vogelsang-Warsin
Herb Vogelsang-Warsin stanowi hiszpańską tarczę herbową w kolorze zielonym, w której jej niebieskiej pofalowanej podstawie widnieją dwie srebrne pofalowane linie; srebrny mur z kamieni polnych, pośrodku którego dwukondygnacyjna srebrna wieża z otwartą bramą, po bokach z ozdobnymi wstęgami, z zakrzywionym, czarnym dachem, zwieńczonym czarną iglicą wraz ze srebrną kulą, która zwieńcza srebrną latarnię; po prawej stronie srebrny liść dębu; po lewej stronie srebrny kłos zboża z czarnymi wąsami.
Herb został zaprojektowany przez mieszkańca Sagardu Gerharda Koggelmanna i zatwierdzony 7 czerwca 2001 przez Ministerstwo Spraw Wewnętrznych (Bundesministerium des Innern, für Bau und Heimat).

## Objaśnienie herbu
Występująca w herbie wieża bramna oznacza budowlę, będącą pod ochrona konserwatora zabytków, z drugiej strony powinna przypominać o rodzie Enckevort, który przez długi czas decydował o rozwoju miejscowości gminy. Pofalowana podstawa z pofalowanymi liniami nawiązuje do położenia gminy nad Zalewem Szczecińskim (Stettiner Haff). Liczba tych linii z kolei nawiązuje do liczby części (Ortsteil) gminy: Vogelsang i Warsin. Liść dębu symbolizuje na cmentarzu rosnące dęby, kłos zboża wskazuje na główne źródło dochodów mieszkańców gminy jakim jest rolnictwo.